# Habichau

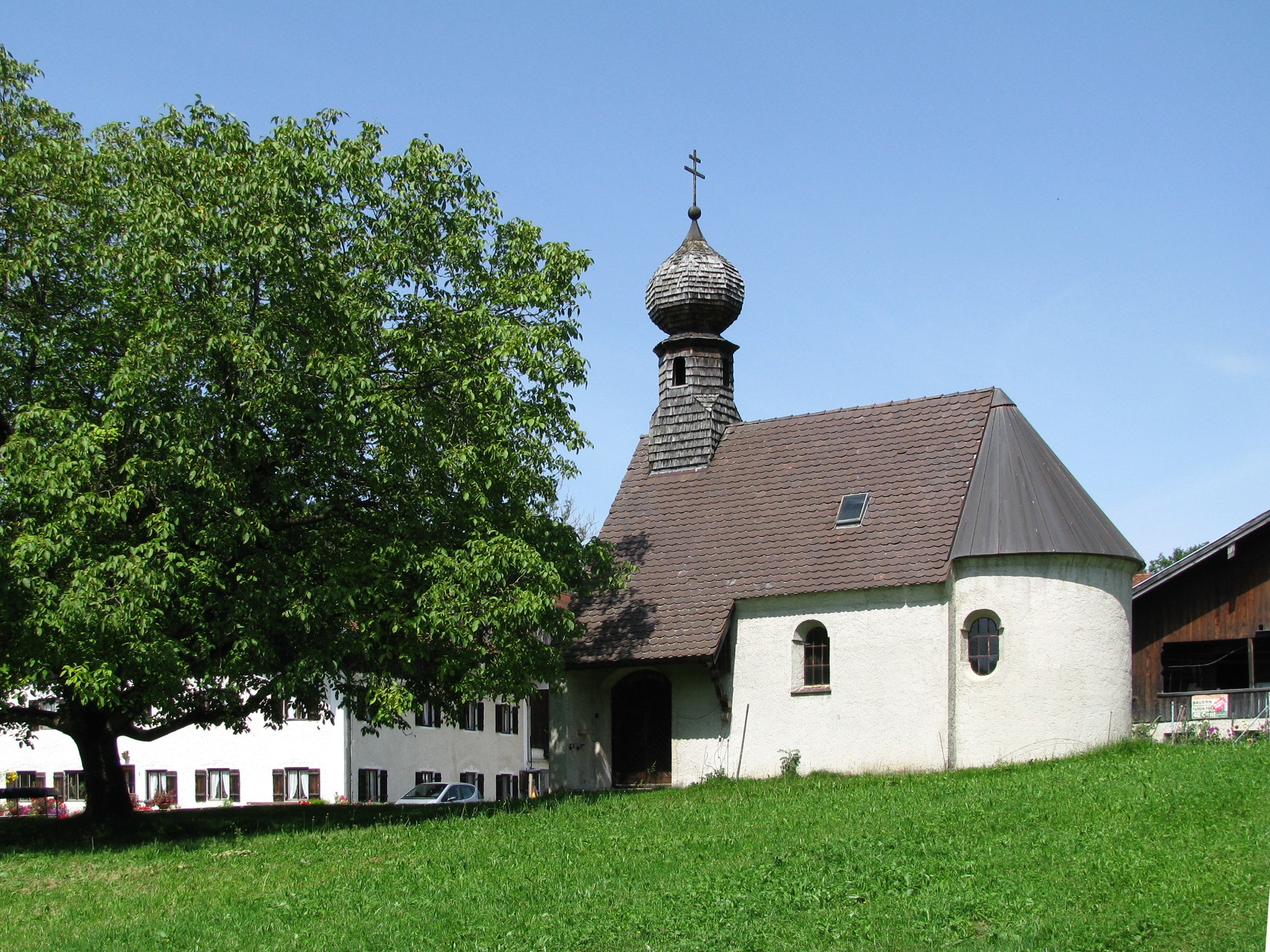
Kapelle in Habichau

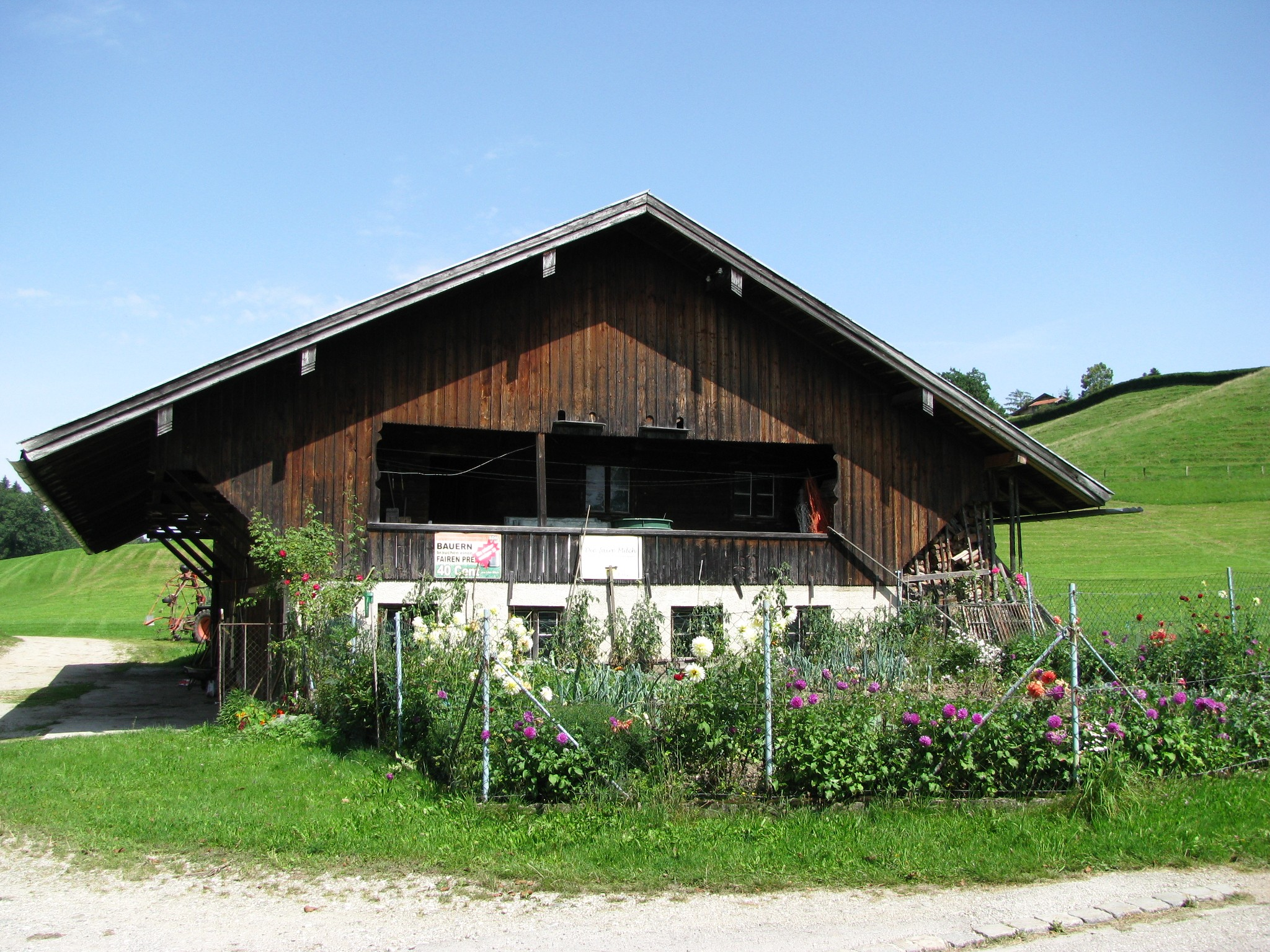
Historischer Getreidekasten

Habichau ist ein Gemeindeteil von Dietramszell im oberbayerischen Landkreis Bad Tölz-Wolfratshausen. Der Weiler liegt circa fünf Kilometer südöstlich von Dietramszell.

## Gemeindezugehörigkeit
Der Weiler gehörte zu der am 1. Mai 1978 aufgelösten Gemeinde Kirchbichl; während der Hauptort und weitere Ortsteile nach Bad Tölz eingegliedert wurden, schloss sich der nördliche Gemeindeteil, darunter auch Habichau, der Gemeinde Dietramszell an.

## Einwohner
1871 wohnten im Ort 40 Personen, bei der Volkszählung 1987 wurden 24 Einwohner registriert.

## Baudenkmäler
In die amtliche Denkmalliste sind drei Objekte eingetragen:
- Getreidekasten, Habichau 5, 18. Jahrhundert, Überbau später
- Ehemaliges Kleinbauernhaus, Habichau 7, 1. Hälfte 17. Jahrhundert
- Kapelle, historisierender Neubau von 1958/59

Siehe auch: Liste der Baudenkmäler in Habichau